# Langenfeld (Hessisch Oldendorf)
Langenfeld  ist ein Ortsteil der Ortschaft Hohenstein der kreiszugehörigen Stadt Hessisch Oldendorf im Landkreis Hameln-Pyrmont. Sie liegt am Süntel. Bei Langenfeld befinden sich der Hohenstein mit 50 m hohen Klippen, die Riesenberghöhle und die Schillat-Höhle. Der Ortsteil hatte am 30. Juni 2022 185 Einwohner.